# Tortelli di patate
I tortelli di patate sono un tipo di pasta ripiena all'uovo di forma quadrata (meno comunemente rotonda) e una dimensione che varia tra 4 e 5 cm. Sono un primo piatto tipico di alcune zone appenniniche situate tra la Toscana e l'Emilia Romagna, più precisamente alto Casentino, Mugello, l'alta Val di Bisenzio e zone montane della Romagna e della provincia di Reggio Emilia.

## Preparazione
Sono ricavati da una sfoglia preparata con uova e farina tagliata a rettangoli di 10x6 cm (o a cerchi) mediante una speronella, da cui deriva il tipico contorno a punte. Su di essi vengono posti piccoli cumuli di ripieno a base di patate lesse schiacciate, parmigiano, noce moscata. I rettangoli di sfoglia vengono piegati su sé stessi e il bordo viene schiacciato con le dita. In alternativa, è possibile tagliare la sfoglia a metà, disporre su di essa a distanze regolari il ripieno, poi ricoprire la sfoglia con l'altra metà e ritagliare i tortelli uno per uno con l'apposita rotella dentata.
Vengono lessati per pochi minuti e tradizionalmente conditi con burro e salvia o ragù di carne (talvolta cinghiale o anatra)o funghi e spolverizzati di parmigiano grattugiato.

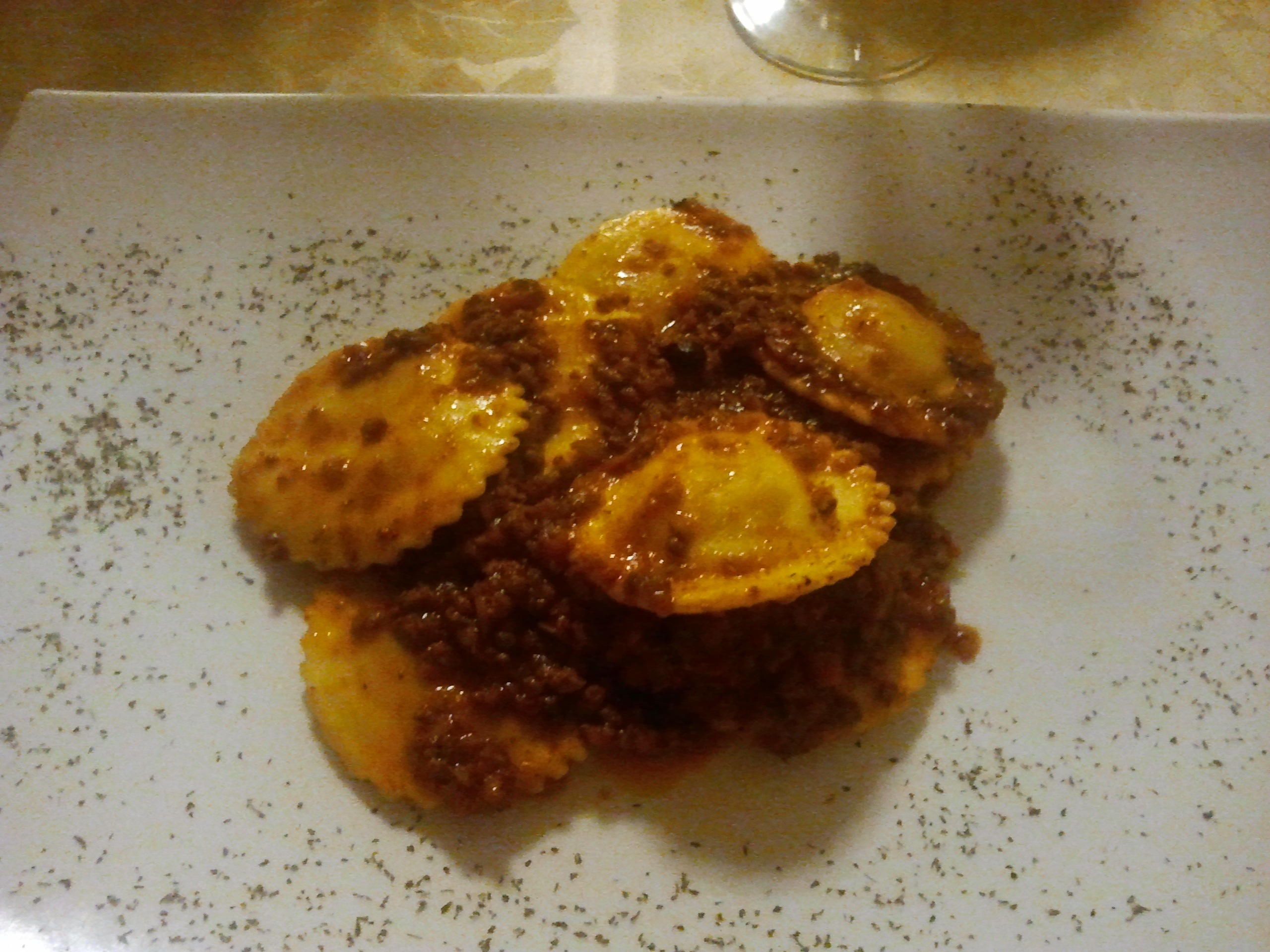
Tortelli di patate al sugo d'anatra realizzati in forma rotonda